# Bruno Innocenti
Pour les articles homonymes, voir Innocenti.
Bruno Innocenti, né à Florence le 4 février 1906 et mort dans la même ville le 3 octobre 1986, est un artiste et professeur italien, connu pour ses sculptures.

## Biographie
Bruno Innocenti est né le 4 février 1906 à Florence, en Italie. Il est le fils d'un orfèvre, Natale Innocenti, et sa mère se nomme Giulietta Freschi.
Entre 1920 et 1923, il fréquente l'Istituto Statale d'arte di Firenze (it) (Institut des Arts de Porta Romana à Florence, ou Institut d'État d'Art de Florence de Porta Romana) et étudie auprès de Libero Andreotti. Il fait son service militaire italien à Vérone et retourne à Florence en 1926 pour travailler comme assistant artistique d'Andreotti.
Après la mort de Libero Andreotti en 1933, Innocenti prend la direction de la chaire de sculpture à l'Istituto Statale d'arte di Firenze, où il reste jusqu'en 1975. Parmi les étudiants d'Innocenti se trouvent Giuliano Vangi, Renzo Fenci (en), Piero Tredici, Loreno Sguanci et Raffaello Arcangelo Salimbeni (it).

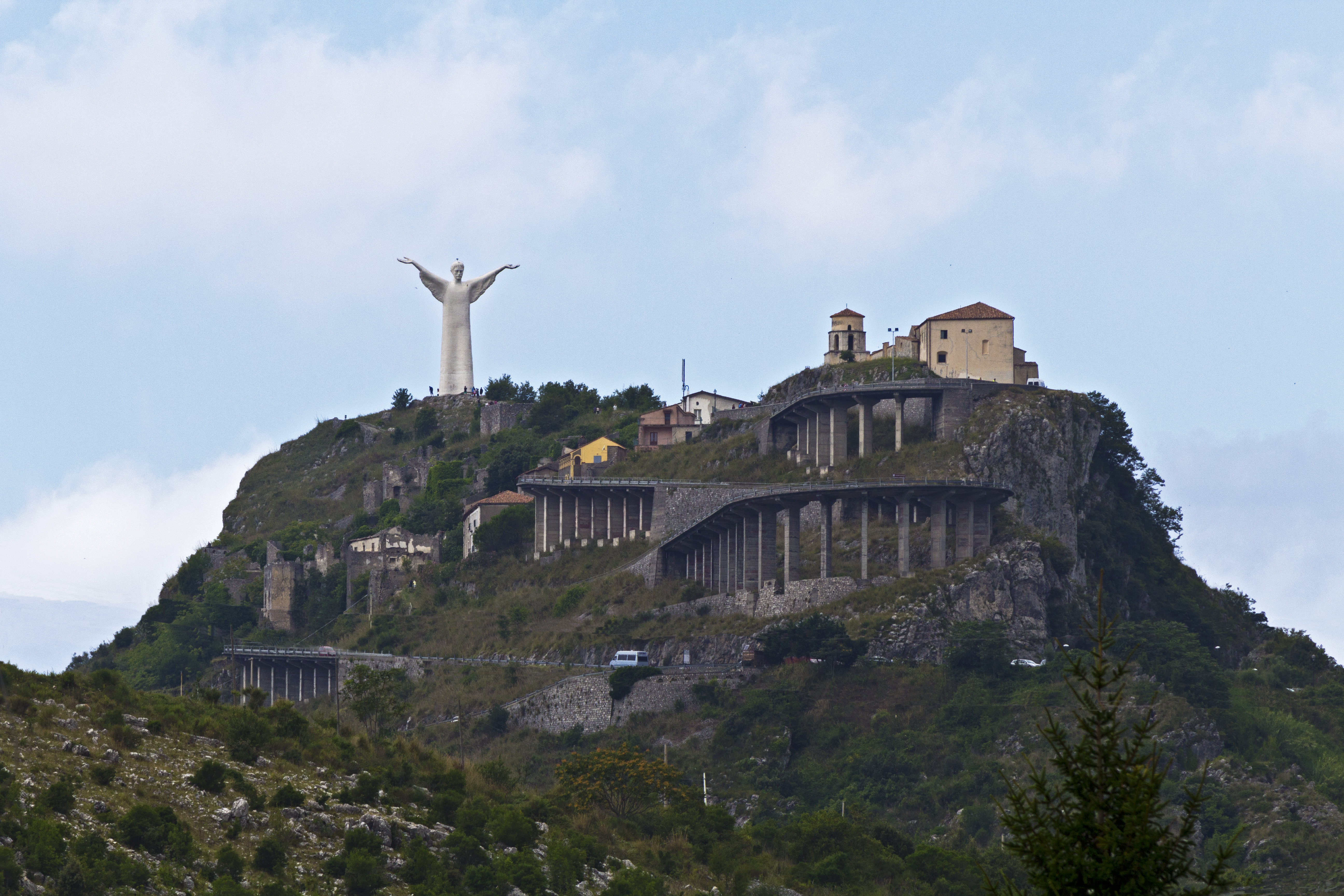
Le Christ rédempteur sur le Monte San Biagio, à Maratea.

Son œuvre, « Portrait d'un jeune homme », de la Galerie d'Art moderne de Florence, est présentée à l'Exposition universelle de New York de 1939 dans le pavillon italien. En 1965, il crée le Cristo Redentore (it) de Maratea dans la ville de Maratea. La statue du Christ Rédempteur mesure 21 m de haut.
Il meurt le 3 octobre 1986 à Florence, en Italie.

## Vie privée
Il épouse Elsie Rowe le 31 octobre 1938. Ensemble, ils ont une fille, Marta (née en 1940) et un fils, Stefano,.